# رزالي سعد
رزالي سعد (14 أغسطس 1964 بسنغافورة - ) هو لاعب كرة قدم سنغافوري في مركز الدفاع. شارك مع منتخب سنغافورة لكرة القدم.

## وصلات خارجية
- رزالي سعد على موقع الاتحاد الدولي (مؤرشف)  (الإنجليزية)
- رزالي سعد على موقع ناشيونال فوتبول تيمز (الإنجليزية)